# Vacina contra febre tifoide

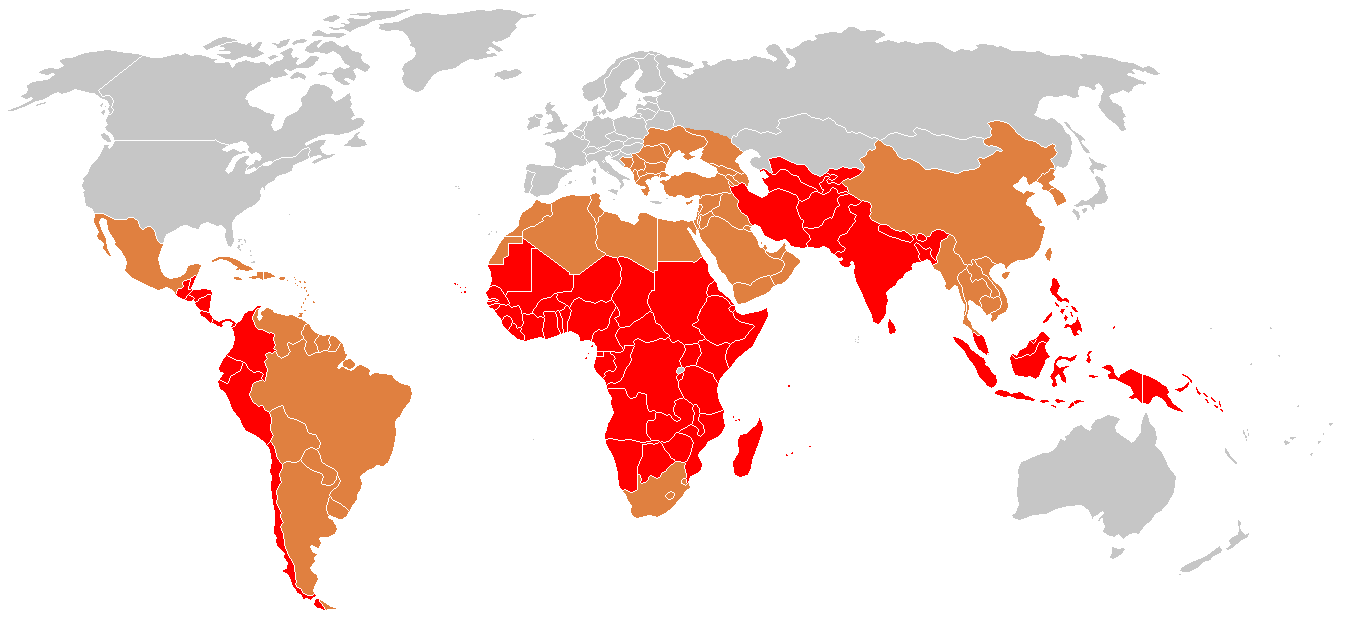
Em vermelho onde é endêmica, em laranja onde é ocasional e em cinza onde não há casos. (mapa de 2006)

Vacinas contra febre tifoide são vacinas que previnem entre 55 e 70% dos casos de febre tifóide nos primeiros três anos. A proteção reduz progressivamente durante sete anos. Os tipos mais amplamente disponíveis são a vacina conjugada contra febre tifóide (TCV), Ty21a (uma vacina viva administrada por via oral) e a vacina polissacarídica capsular Vi (ViPS) (uma vacina de subunidade injetável).  As vacinas são seguras e eficazes para aplicar em crianças.
A Organização Mundial da Saúde (OMS) recomenda vacinar todas as crianças de 6 meses a 5 anos em áreas endêmicas (onde a doença é comum). Também recomendam a vacinação de pessoas de alto risco.  As campanhas de vacinação também podem ser usadas para controlar surtos de doenças.  Dependendo da vacina, doses adicionais são recomendadas a cada três a sete anos.  Nos países desenvolvidos a vacina é recomendada uma semana antes de uma viagem onde a doença é comum.
As vacinas disponíveis a partir de 2018 são muito seguras. Efeitos colaterais menores podem ocorrer no local da injeção.  A vacina injetável é segura em pessoas com HIV / AIDS e a vacina oral pode ser usada desde que os sintomas não estejam presentes.  Embora não tenha sido estudada durante a gravidez, acredita-se que as vacinas não vivas sejam seguras, enquanto a vacina viva não é recomendada.
As primeiras vacinas contra a febre tifóide foram desenvolvidas em 1896 por Almroth Edward Wright, Richard Pfeiffer e Wilhelm Kolle . Devido aos efeitos colaterais, novas formulações são recomendadas a partir de 2018. Está na Lista de Medicamentos Essenciais da Organização Mundial da Saúde, os medicamentos mais seguros e eficazes necessários em um sistema de saúde . O custo de atacado nos países em desenvolvimento era de cerca de US$ 4,44 por dose em 2014.

## Epidemiologia
Em 1990 causou 181.000 mortes. Em 2000, a febre tifóide infectou cerca de 21,7 milhões de pessoas causando 217.000 mortes. Em 2013 causou 161.000 mortes. É mais comum em crianças de 5 a 19 anos. A letalidade é de 10 a 20% entre os não tratados e menos de 1% com tratamento antibiótico. A vacina reduz o risco de complicações em 81% das crianças.